# Prüfbuch
Ein Prüfbuch ist in der Bundesrepublik Deutschland ein Instrument im betrieblichen Arbeitsschutz. Es dient der Dokumentation der regelmäßigen Durchführung von Prüfung, Überwachung und Kontrolle der ordnungsgemäßen und sicheren Funktion von technischen Einrichtungen und Gerätschaften in Betrieben. Diese Kontrolle wird als Sachkundeprüfung bezeichnet und umgangssprachlich oft als „TÜV“ – in Anlehnung an die jährliche Hauptuntersuchung von PKW – genannt. Die Ergebnisse dieser Prüfung werden im Prüfbuch festgehalten.

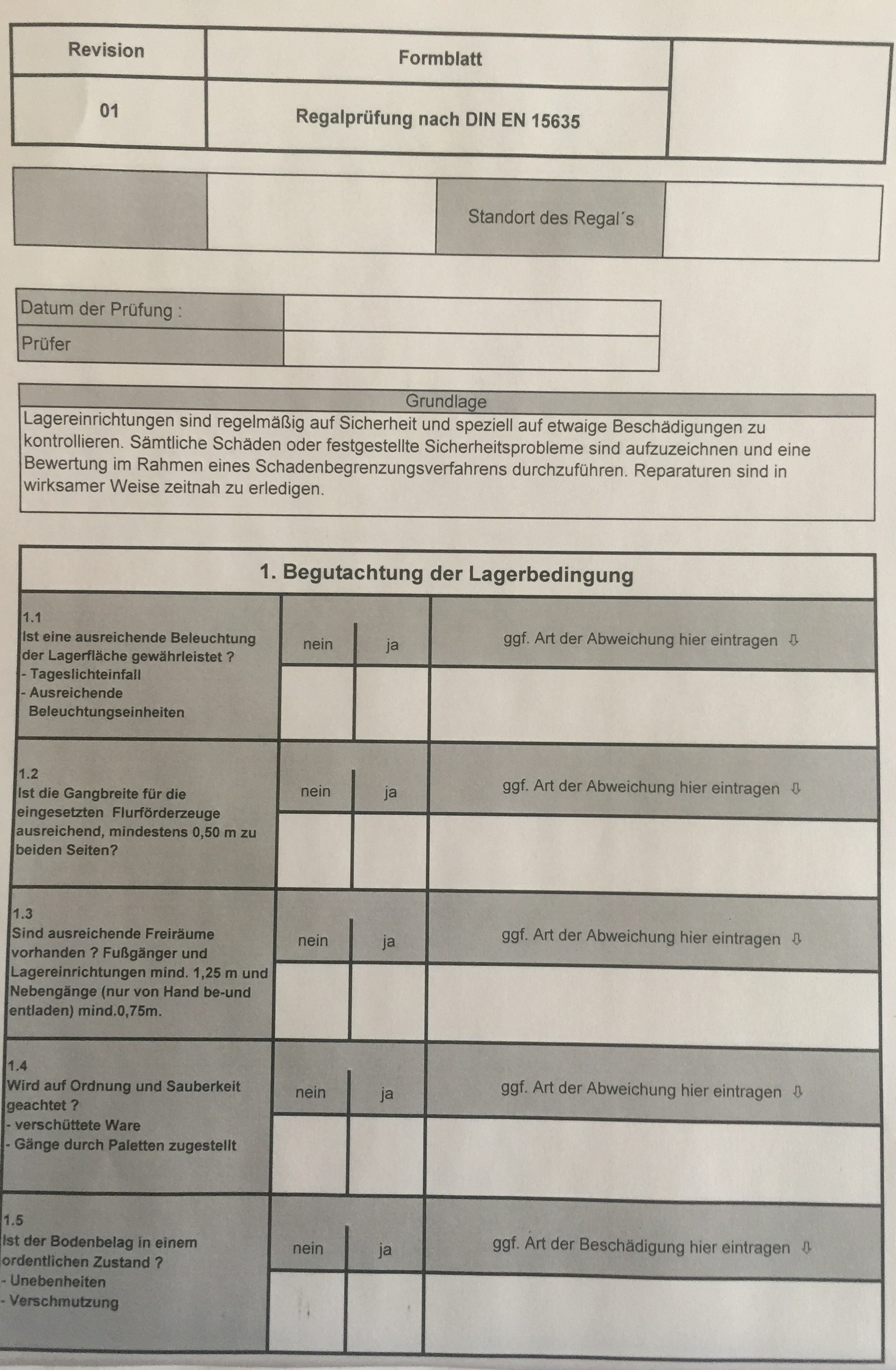
Auszug aus einem Prüfbuch Regalprüfungen nach DIN EN 15635

Der Begriff Buch ist dabei nicht zwingend wörtlich als gebundenes Werk zu verstehen. Sowohl Form, zeitliche Vorgaben und Inhalt unterliegen diversen unterschiedlichen Regelungen. Daher sind teils auch kontinuierliche Loseblattsammlung zulässig. Das Prüfbuch regelt auch alle Details der Durchführung der Überprüfung und ist auf Verlangen Behörden – etwa der Staatsanwaltschaft bei Ermittlungen nach schweren Arbeitsunfällen – vorzulegen. Der Unternehmer ist für Aufbewahrung und Führung des Prüfbuches zuständig, kann diese Aufgabe aber im Einzelfall an Beauftragte delegieren.

## Rechtliche Grundlage
Die DGUV „Vorschrift 1 – Grundsätze der Prävention“ enthält die Unfallverhütungsvorschriften mit den Grundlagen der Vorbeugung von Unfällen im betrieblichen Alltag. Aus den § 2 und § 3 ergibt sich die Verpflichtung des Unternehmers Arbeitsschutzmaßnahmen zu planen, durchzuführen und diese zu dokumentieren. Nach § 3 Abs. 3 der Betriebssicherheitsverordnung hat ein Arbeitgeber Art, Umfang und Fristen von erforderlichen Prüfungen der Arbeitsmittel zu erfassen. Durch diese regelmäßigen Überprüfungen sollen sicherheitstechnische Mängel systematisch erfasst und abgestellt werden, um so Arbeitsunfälle und Berufskrankheiten zu minimieren. Im Arbeitsschutzgesetz verpflichten § 3 und § 6 ebenfalls den Unternehmer Arbeitsschutzmaßnahmen zu ergreifen und diese zu dokumentieren. Aus alle dem ergibt sich für bestimmte technische Einrichtungen und Gerätschaften das Anlegen und Führen eines Prüfbuch.
Ja nach Art, Beschaffenheit, Einsatzbereich und so weiter können noch weitere Arbeitsschutzvorschriften aus anderen Verordnungen das Anlegen und Führen eines Prüfbuches regeln. Hier wären zu nennen:
- Arbeitsstättenverordnung (ArbStättV)
- Baustellenverordnung (BaustellV)
- Betriebssicherheitsverordnung (BetrSichV)
- Gefahrstoffverordnung (GefStoffV)
- Lärm- und Vibrations-Arbeitsschutzverordnung (LärmVibrationsArbSchV)
- Lastenhandhabungsverordnung (LasthandhabV)
- PSA-Benutzungsverordnung (PSA-BV)
- Verordnung zum Schutz der Beschäftigten vor Gefährdungen durch künstliche optische Strahlung (OStrV)

## Praktische Anwendung
Die ordnungsgemäße sichere Funktion der Gerätschaft wird durch eine befähigte Person – den Sachkundigen – in der sogenannten Sachkundeprüfung sichergestellt. Dabei sind Details der Kontrolle wie Art, Umfang oder Häufigkeit im Prüfbuch festgelegt. Die formalen Qualifikationen der Personen, welche mit der Durchführung der Prüfung sowie deren Dokumentation im Prüfbuch betraut sind, ist von Fall zu Fall unterschiedlich geregelt. Inhalt des Prüfbuches und die Anforderungsprofile der Sachkundigen sind dem jeweils zuständigen Regelwerken zu entnehmen.
Die DGUV Vorschrift 69 Flurförderzeuge etwa  regelt den Arbeitsschutz, und damit auch die Formalitäten rund um das Prüfbuch, Gabelstapler und andere Flurförderzeuge betreffend. Die Befähigung zu Sachkundeprüfung in diesem Fall hat die Berufsgenossenschaft Holz und Metall dem zugesprochen ...wer aufgrund seiner fachlichen Ausbildung und Erfahrung ausreichende Kenntnisse auf dem Gebiet der Flurförderzeuge hat... Dagegen ist für die Überwachung von Kranen neben einer ausreichenden Berufserfahrung eine Zusatzausbildung durch Teilnahme an Fachseminaren notwendig. Teils sind die notwendigen Voraussetzungen auch umstritten. Um etwa Regalprüfungen nach DIN EN 15635 durchführen zu dürfen, werden von Institutionen wie TÜV oder DEKRA Fortbildung zum Erlangen dieser Befähigung kostenpflichtig angeboten.  Auch wenn die Notwendigkeit einer solchen Zusatzausbildung aus den gesetzlichen Grundlagen sich nicht zwingend ableiten lässt.

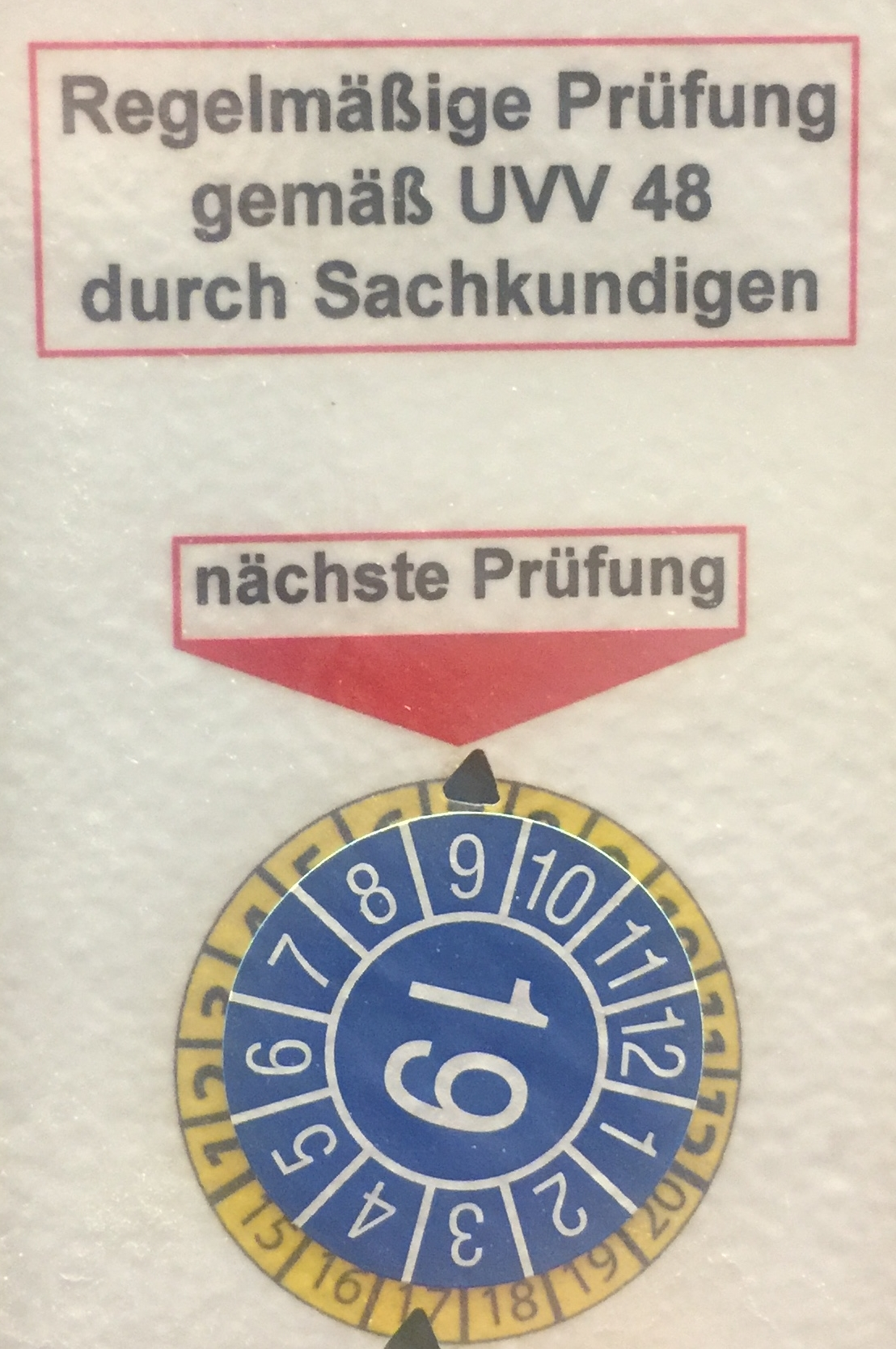
Nach erfolgreicher Durchführung der Unfallverhütungsvorschriften anhand des Prüfbuches wird die Prüfplakette am Gabelstapler angebracht

Die Ergebnisse der Sachkundeprüfung  werden im Prüfbuch festgehalten. Mängel werden benannt und Fristen zu deren Behebung eingetragen. Liegen keine wesentlichen Beanstandungen vor, so wird sehr häufig eine Prüfplakette mit dem nächsten Prüftermin angebracht.

## Beispiele für Prüfbücher
- Prüfbuch Winden, Hub- und Zuggeräte (DGUV Vorschrift 54 und 55)
- Prüfbuch Hebebühnen (DGUV Grundsatz 308-003)
- Prüfbuch Flurförderzeuge (DGUV Vorschrift 67)
- Prüfbuch Krane (Unfallverhütungsvorschrift „Krane“ BGV/GUV-V D6)
- Prüfbuch elektrische Anlagen und Betriebsmittel (DGUV Vorschrift 3 und 4 – BGV/GUV-V A3)